# Amazonepeira
Amazonepeira es un género de arañas araneomorfas de la familia Araneidae. Se encuentra en Sudamérica.

## Lista de especies
Según The World Spider Catalog 12.0:
- Amazonepeira beno Levi, 1994
- Amazonepeira callaria (Levi, 1991)
- Amazonepeira herrera Levi, 1989
- Amazonepeira manaus Levi, 1994
- Amazonepeira masaka Levi, 1994